# Jóga
A jóga (szanszkrit: योग) fizikai, mentális és spirituális gyakorlatok egy csoportja; eredetileg a tudat átalakítását, illetve a karma és az újjászületés (szamszára) körforgásából való megszabadulás (móksa) elérését szolgáló indiai vallásfilozófiai módszerek és technikák.
A keleti bölcselet egy formája, ami Indiában fejlődött ki a hinduizmus kulturális közegében. Több indiai bölcseleti munka tárgyalja és igen fontos szerepet játszik a hindu szellemiségben. A jóga tudománya, a hozzá kapcsolódó világlátás minden bizonnyal az ókori Indus-völgyi civilizációban gyökerezik.
A jógában a törekvés az, hogy az ember fokozatos önfegyelmezéssel, érzékeinek, testi mivoltának uralma alá rendelésével, s a prána-erők tudatos felhasználásával elérje az elme megtisztulásának azt a fokát, amelyben a szamádhi állapot megvilágosodása bekövetkezik.
A jóga alapja az önuralom. A puritán, egyszerű élet elengedhetetlen a jógához. A jóga lényege a fegyelmezettség, mind a test, mind az elme vonatkozásában.
A jóga tudomány, amelyet India ősi látói (risik) tökéletesítettek, de nemcsak India, hanem az egész emberiség számára. Egzakt tudomány, az önművelés gyakorlati módszere.
A jóga művelője a jógi (szanszkritül a férfi jógikat joginnak, a női jógikat pedig jogininek is nevezik). Jóginak lenni annyi, mint Istenben élni, és összhangban lenni környezetünkkel és embertársainkkal. A jóga egyesülés Istennel. Mivel Isten mindenkiben ott van, a valódi jóga mindenkivel összeköt.
Ma a jógának sok változata ismert, amelyeket a különböző személyiségtípusokhoz fejlesztettek ki. Indián kívül először a Hatha-jóga vált népszerűvé a 20. századi nyugati világban, ma már azonban rengeteg ága elérhető a jógaközpontokon keresztül. Nyugati adaptációjában elvesztette vallásos hátterét és inkább a testi-lelki egészség megőrzésére és helyreállítására, illetve csúcsélmények előidézésére szolgál.

## Etimológia
Az elnevezés a judzs tőből ered, mely jelentése: összekapcsolni, egyesülni. Hasonlít a religio (összekapcsol) latin szóra, amelyből az angol religion (vallás) ered. A vallás és a jóga célja tehát ugyanaz: egyesülni, összekapcsolódni Istennel. A jóga az egyén lelke (átman) és az univerzális lélek (Brahman) egyesítésére utal, de vonatkoztatható a test, a tudat és a lélek egyesítésére történő utalásként is, egyesülést a legbensőbb lényegiségünkkel, ami a buddhizmus esetében a megvilágosodott tudatot jelenti.

## A jóga gyakorlatai és célja
Mai, nyugati értelemben alapvetően kétféle jógát különböztetünk meg: testi és szellemi jógát, melyek célja a testi és a szellemi erők felébresztése. 
Az eredeti jóga mindkettőt jelenti, de elsősorban a szellemi jógát, ahogy a neve is utal rá: összekapcsolódni. Összekapcsolódás a Legfelsőbb Lénnyel. Istenhez (Ísvara) való közeledésen túl a jóga célja, hogy az ember testének tökéletes urává legyen, hogy az elmét ellenség helyett baráttá tegye: "Az emberi elme a legjobb barátja lesz annak, aki legyőzi őt, ám annak, aki nem képes felülkerekedni rajta, a legnagyobb ellenségévé válik."
A modern jóga gyakran tartalmaz a hinduizmusból származó tradicionális elemeket, mint például az erkölcsi és etikai alapelveket, a test megerősítésére és jó állapotának megőrzésére szolgáló pózokat (az úgynevezett ászanákat vagy más néven tartásokat), a spirituális filozófiát, a guru által történő útmutatást, a mantrák (szent szótagok) ismételgetését, a légzés szabályozását és az elme meditációval történő elcsendesítését. Ezeket az elemeket általában adaptálják a nem hindu jógik számára. Más esetekben a jóga a tradicionális tibeti elemekre és gyakorlatokra épül.
A jóga mindennapos gyakorlása – művelői szerint – önmagában is hasznos, javítja az egészséget, jó közérzetet teremt, mentális megtisztulást hoz és az életminőség javulását eredményezi. A jóga szakértője megtapasztalhatja a szamádhit, az elmélyült meditációt, amely eksztatikus élménnyel jár. Bár a nagy jógikus rendszerek alapvetően nem a jóga egészségvédő hatását emelik ki, több nyugaton is megjelent könyv részletesen is foglalkozik a jóga egészségvédő hatásával. Sőt, külön jógairányzatok is létrejöttek, melyek a jógát az egészségvédelem és -megőrzés szolgálatába állítják. Részletes egészségre gyakorolt hatást tartalmazó leírások találhatóak például Iyengar könyveiben, létezik hormonjóga, női hormon jóga és kifejezetten női jóga, mely a speciálisan a nőket érintő különféle egészségi problémákat hivatott gyógyítani – sikerrel. De ide sorolható a gerincjóga is.
A jóga céljait a különböző tradíciók értelmében többféleképpen magyarázzák. A teista hinduizmusban a jóga az az eszköz, amellyel az ember közelebb kerülhet Istenhez és amely hozzásegítheti őt az Istennel való egyesüléshez. A buddhizmus, amely nem követi a teremtő istenben való hitet, a jógában látja az utat a bölcsesség, a könyörületesség és a megértés felé. A nyugati kultúrák, amelyek nagyobb hangsúlyt fektetnek az individualizmusra, a jógát az önismeret fejlesztésére és a különböző életszemléletek egyesítésére használják. A hindu jógában az önfelismerést és a megvilágosodást hasonlóan értelmezik, úgy tartják, a jóga gyakorlása által feltárul az én isteni természete.
A jóga szó igát, leigázást is jelent, így más értelmezések alapján a jóga célja a különválasztás (vijóga), vagyis a prakriti (anyag) és a purusa (felsőbb "én", az elpusztíthatatlan önvaló) elkülönítése, vagy más néven az ún. kaivalja, ami nem más, mint a prakritihez való kötődés teljes és végleges felszámolása, a megszabadulás állapota. A leigázás, a jóga, az elmeműködés feletti uralmat, a tudat rezdüléseinek megzabolázását is jelentheti. Elsődleges célja az, hogy a Látó, az Ember, a tapasztalás végső alanya ne vesszen el a tudat-tartalmakban, ne azok hordozzák, hanem önmagában megálljon. Ha ez nem történik meg, akkor a Látó nem lát, hanem újra meg újra belegabalyodik önnön tudatfolyamataiba, együtt örvénylik a pillanatnyi tudatállapotokkal.
A jóga végső célja a megvilágosodás, majd a megszabadulás (móksa) elérése, amely által a lélek kikerül a születés és a halál körforgásából (szamszára). A jóga által uralható a test, az elme, továbbá az érzelmek és a vágyak. Fokozatosan vezet el a lét igazi természetének megismeréséhez. A jógi akkor éri el a megvilágosodást, amikor tudata megszűnik és megtapasztalja az egyesülés örömét. Az egyesülés a védánta filozófia szerint történhet egyéni lélekkel (átmannal) vagy a mindenható lélekkel (Brahmannal), a teista hinduizmusban pedig valamely istennel vagy istennővel. A buddhizmusban a tökéletes buddhával való egyesülés a teljes megvilágosodást jelenti, amely túlmutat isteneken és ördögökön, és minden más kettősségen. A megvilágosodás a korlátozott egón való túllépéshez és az univerzum egységes természetének felismeréséhez vezet.
A jóga gyakorlói szerint, habár az átlagember távol áll a megvilágosodástól, a jóga képes elvezetni a spirituális tudatossághoz, illetve a könyörületesség és a bölcsesség megértéshez. A jóga ugyan erősen kötődik a hinduizmushoz, és miközben tartalmaz olyan gyakorlatokat, amelyek a vallásos emberek számára hasznosak, alkalmazható azok számára is, akik nem vallásosak.

### Meghatározásai
A jóga meghatározásai:
- Patandzsali: "A jóga: a tudat alakulásainak uralása"[11] másképp: a tudatállapotok elnyomása[12]
- Vjásza: "A jóga összpontosított elmélyedés",[13] a kiegyensúlyozott tudat és a lelki elmerülés[14]
- Ernst Wood: "A jóga a szellemi és testi kultúra rendszere, amit Indiában az ősi időktől kezdve gyakoroltak. Egyesíti a vallást, a filozófiát és a testi-lelki kultúrát... magában egyesíti a test fölötti uralmon kívül a lelki-szellemi és etikai lehetőségek kifejlesztését, amelyek hozzásegítenek az emberi lét teljességéhez".[15]
- Dennis Dunne: "A jóga az a módszer, amivel a tudatosság szintjére emelhetők a rejtett képességek".[15]
- Mircea Eliade: "A jóga célja ugyanaz, mint a szánkhjáé: megszüntetni a hétköznapi tudatot egy minőségileg más tudat kedvéért, amely teljességgel képes a metafizikai igazság megismerésére".[12]
- Baktay Ervin: "Azt mondhatjuk, hogy a jóga nem egyéb, mint az értelmi út, a gondolkozás tudatos irányítása, amely áthidalja a látszólag áthidalhatatlan szakadékot a tudat-fölötti és a tudatalatti, az ész-szerű és az érzésben gyökerező világ közt. Ilyképpen a jóga minden végső és gyökeres megismerés kulcsa. A jóga útja az Én legyőzése, az önmagunkon aratott teljes diadal, a szó legteljesebb értelmében vett önuralom."[16]
- Selvarajan Yesudian: A jóga egyik jelentése: Istenbe merülni. Továbbá a kifejezés utalás a magasabb rendű én és annak igájába kényszerített személyes én összeköttetésére. Az út a rabságból a szabadságba, az öntudatlanságból az isteni öntudatba, az elszigeteltségből az egységbe: Ez a jóga![17]
- Szvámi Ráma: A jóga az önművelés és megvilágosodás egyetemes tudománya,[18] célja az egyéni léleknek a kozmikus lélekkel való összeolvadása[14]
- Osho: A jóga erről szól: hogyan helyezzük át koncentrációnk középpontját, a fókuszt a testről a lélekre, az anyagról az anyagon túlira, a láthatóról a láthatatlanra, az ismertről az ismeretlenre – a világról Istenre.[19]
- A. C. Bhaktivedánta: "Jógának azt a folyamatot nevezzük, amely összekapcsolja az embert a Legfelsőbbel".[20]
- Bhaktivedánta Hittudományi Főiskola: A jóga kifejezés egy olyan folyamatra utal, amelyben az ember a teste és az elméje szabályozása, megzabolázása által megpróbálja megismerni saját eredeti önvalóját (szvarúpa), valamint elérni a létezés végső forrását, az univerzális Önvalót (Brahman), a szívben lakozó Felső-lelket (Paramátmá), vagy a Legfelsőbb Személyt, Istent (Ísvara, Bhagaván). E végső forrással való összekapcsolódás a jóga legmagasabb rendű célja.[14]

## Eredete
Mohendzsodáróban, az Indus-völgyi civilizáció romjai közül 4 ezer éves, meditáló jógikat ábrázoló képek kerültek elő. Ez azt bizonyítja, hogy a jóga gyakorlata már akkor is elég fontos volt ahhoz, hogy művészeti ábrázolás tárgyát képezze. Olyan dolgot nem ábrázoltak volna, ami abban az időben még gyerekcipőben jár, vagy nem része teljesen az akkori kulturális életnek.
A Védák, az Upanisadok, a Bhagavad-gíta, a Jóga-tantrák, a Jóga-szútrák és egy kevés, a hatha-jógával foglalkozó szöveg képezi a jóga legfontosabb irodalmát. Ezek a szövegek mintegy 4000 éves időszakot ívelnek át, egészen napjainkig. A két legfontosabb szöveg a Bhagavad-Gítá és a Jóga-szútrák. Utóbbi Patandzsáli, a Kr. e. 4. században élt indiai bölcs tollából maradt fenn, az összes többi jógakönyv tulajdonképpen erre alapozódik.
A jóga elméletének és céljainak részletes kifejtése megtalálható az Upanisadokban, amely Kr. e. a 8. és 4. század között keletkezett. Ezt a művet Védántának is nevezik, mivel a Védák befejezésének, avagy konklúziójának is tekintik. Az Upanisadokban az isteneket kiengesztelő áldozat bemutatások és ceremóniák dominálnak az új felfogással szemben, amely szerint egy, az erkölcsi kultúrán, a tudat kontrollálásán és edzésén keresztül bemutatott belső áldozat által az ember eggyé válhat a „Legfelsőbb Lénnyel” (amelyre „Brahman”ként vagy „Mahátman”ként hivatkoznak).

## A jóga változatossága
A jóga hosszú története folyamán számos iskola jött létre, új irányzatok alakultak ki és az irányzatok egyesülésére is sor került, de általánosságban minden változatra kijelenthető, hogy az önmegvalósítás és a megvilágosodás felé vezető utat keresi.

### Fő változatai
A jóga négy fő ága :
- Bhakti-jóga (szanszkrit: भक्ति योग): az áhítat , a szeretetteljes odaadás jógája. A bhakta az odaadáson, imádaton keresztül akar kapcsolódni Istenéhez. A Legfelsőbb Úr mindenek feletti szeretetét hirdeti.
- Karma-jóga (szanszkrit: कर्मयोग): az akarat, az önfegyelem és a tettek jógája. A karma két fajtája az önző és önzetlen cselekvés. Imádkozz és dolgozz! – ez a karma jógi jelmondata Isten felismeréséhez. A karma jóga célja, hogy az ember lemondjon önös érdekeiről, vágyairól és hogy egy felsőbb erőt szolgáljon.[24]
- Dzsnyána vagy más átírásokban: dnyána-, jnyána-, gjána-jóga (szanszkrit: ज्ञान योग): a tudás, a bölcsesség és a józan ítélőképesség jógája. Az advaita védántában ez az önmegvalósítás eszköze. A védánta más iskoláiban a megszabadulás elérését segítő segédeszköz. Számos tradíció azt hangsúlyozza, hogy a karma ösvényének végigjárása nélkül képtelenség elérni a móksát. Más írások a karma és a dzsnyána együttes alkalmazását írják elő.[25]
- Rádzsa-jóga (szanszkrit: राजयोग): a meditáció ösvénye; nyolc ágra osztott, a többi jóga-módszert is magába foglaló rendszer.

A karma-jóga az aktív vérmérsékletű ember útja, az akarat gyakorlatoztatásáé. A bhakti-jóga az áhítatra hajlóké, az Úr kizárólagos imádatának ösvénye. A rádzsa-jóga a misztikumot kedvelőké, a dnyána-jóga pedig a racionális és filozofikus alkatúaké.
Gyakorlataik átmenetet képeznek a vallás és a tudomány között. Jellemzőik nem feltétlenül zárják ki egymást (egy önzetlenül dolgozó személy járhatja a tudás és józan ítélőképesség útját). Mind a négy változat vagy spirituális ösvény szétválaszthatatlanul összefonódik egymással és mindegyik ugyanazon célhoz vezet el: önismerethez és Isten-megvalósításhoz, a Kozmikus Tudattal való egységhez.
Patandzsali a Jóga-szútrákban kétféle jógát különböztet meg egymástól: az első a cselekvés jógája a maga hármas tagozódásával:
- karma-jóga – tapasz (akarat, önfegyelem)
- dzsnyána-jóga – szvádhjája (megismerés)
- bhakti-jóga – ísvara-pranídhana (szeretet, Isten iránti teljes önátadás)

A második az elmélyedés jógája, amit Patandzsali a tulajdonképpeni, szoros értelemben vett jógának nevez. 
A rádzsa-jógát ("királyi jóga") astánga jógának ("nyolc ágú jóga") is nevezik – amely nem összetévesztendő a Sri K. Pattabhi Jois által kifejlesztett astanga vinyásza jógával – a jóga egész rendszerét és teljes tartalmát feltáró, eredményeit összegező tan, a többi jóga-módszert is magában foglalja.

### Egyéb változatok
A négy klasszikus jóga ösvényből számos jóga irányzat alakult ki, úgymint: mantra-jóga, kundalini-jóga, lyengar-jóga, krija-jóga, integrál-jóga, nitja-jóga, maha-jóga, púrna-jóga, anahata-jóga, szatjánanda-jóga, tantra-jóga, tibeti-jóga stb.
A modern hinduizmus kiemelkedő alakjai a jóga különböző formái mellett tették le a voksukat. Sri Aurobindo például a jógák ötvözését azaz az integrál jógát tanította. Rámakrisna a bhakti-jógát követte, Ramana Maharsi az önvaló és Isten azonosságának megismerését célzó jógát hirdetett. A karma-jóga fő képviselője Mahatmá Gandhi és Teréz anya volt. Számos új vallás támogatja a jóga valamely formájának gyakorlását: A Védánta Társaság a dnyána- (dzsnyána-) jógát, a Krisna-tudat a bhakti-jógát, a 3HO (Healthy, Happy, Holy Organization) a tantrikus jóga egyik formáját helyezi előtérbe.  A hatha-jóga és még számos jógaváltozat nagy népszerűségnek örvend nyugaton, de inkább az egészség megőrzését, mintsem az üdvösség elérését célozza.

#### Hatha-jóga
A Hatha-jóga (हठयोग) a testi egészség tudománya, ami a rádzsa-jóga harmadik lépcsőfokából, az ászanákból fejlődött ki. Különféle testhelyzetek és tisztító gyakorlatok révén próbálja meg felkészíteni a tanulót a magasabb szintű jógagyakorlásra.

#### Krija-jóga
Paramahansza Jógánanda – az Egy jógi önéletrajza című mű szerzője – a krija-jógának nevezett módszert tanította, amelyet gurujától tanult, de a hagyomány szerint eredetileg a már mitikusnak számító Bábádzsitól származik. Speciális légzési és meditációs technikák használatát foglalja magába.

#### Tantra-jóga
A kozmikus elmélyedés ösvénye, a test tantrikus elemzésével kapcsolatos jóga. Célja az önmegvalósítás elérése a kundalini felébresztésével, két elv (tattva), a Siva és Sakti egyesítésével.

#### Mantra-jóga
A mantra ismétlésének gyakorlata. A hangok, rejtelmes tartalmú igék alkalmazásával igyekszik uralomra jutni a prána fölött, hiszen a hang finom rezgéseinek hordozója is a prána.

#### Kundalini-jóga
Célja felvinni az energiát, amely a gerinc alapjánál gyűlik össze. A pozitúrák és a légzés megtisztítják az utat az energia előtt, hogy az szabadabban áramolhasson a fejtető felé. A kántálás és a meditáció szintén szerepet játszik az energiaáramlás serkentésében.

#### Sivánanda-jóga
Szvámi Sivánanda irányzata; egyesíti magában az összes jógastílust: az ászanákat, a pránájámát, az önzetlen szolgálatot, az imádkozást, a kántálást, a meditációt és az önfejlesztést. 

#### Iyengar-jóga
B. K. S. Iyengar  tanításain alapuló irányzat, meglehetősen erőteljes stílus. Zsámolyokkal, székekkel, szíjakkal végzett gyakorlatokat is jelent. Nagy jelentőséget tulajdonít a gyakorlatok apró részleteinek is, és lehetőséget ad a tanulóknak a fejlődésre a kezdő szinttől a haladóig. A tanítványokat arra tanítják, hogy álló pozitúrákban ugrásokat is végezzenek. 
Integrál-jóga
Magyarországon Weninger Antal képviseltette, könyveiben többször tesz említést róla. Egyesített jóga, mely több klasszikus jógairányzat szintézise, például: hatha-, rádzsa-, tantra-, dnyána-jóga, vagy a bhakti-, karma-, és a purna-jóga ötvözete. Az integrál jóga egy tudományos rendszer, amely a Jóga különböző ágait vagy formáit ötvözi azért, hogy az egyén minden felsőbb rejtett képessége teljesen kivirágozzon.

## A jóga és a vallás
A hindu-, buddhista-, szikh- és dzsain hagyományok szerint a jóga spirituális céljai elválaszthatatlanok a vallástól, amelyet egyben a jóga részének is tekintenek. Némelyik jógi ugyan finoman megkülönbözteti a vallást és a jógát, mivel az előbbi szorosabb kapcsolatban áll a kultúrával, az értékrenddel, a hittel és a szertartásokkal, míg az utóbbi inkább az önfelismerésre (a végső igazság megtapasztalására) fókuszál, lényegében a kettő kiegészíti egymást. Sri Ramakrishna úgy tartotta, hogy a vallás olyan, mint egy magot körülvevő héj. Mindkettőre szükség van, "de ha valami el akar jutni a maghoz, annak el kell távolítania a gabona héját".
A jóga némely változata gazdag ikonográfiával rendelkezik, míg más változatok inkább puritánok és egyszerűségre törekednek. A jóga hindu követői büszkék vallási hagyományaikra, miközben a nem hindu jógik szerint a jóga nyíltabban gyakorolható azok számára, akik nem követik a hindu vallást.
Habár a jóga gyökerei Indiába nyúlnak vissza, több modern jógi is (mint például Szvámi Vivekánanda vagy Paramahansza Jogánanda), nyugatra költözött, mert úgy látták hogy ott is van remény a hagyományok megőrzésére. A jóga kritikusai a nyugati jógát általában azzal a váddal illetik, hogy leromlott, sima tornává vált, elvesztette a spirituális gyökereit (a populáris jóga ugyanis főként a fizikai gyakorlatokra koncentrál). 
Az eredeti jóga nem csupán meditáció, torna és légzőgyakorlatok összessége – mint ahogy nyugaton elterjedt. A jóga egy fegyelmezett élet- és gondolkodásmód, a belső spirituális élet nyelve. "Istennel való közvetlen, meghitt beszélgetés", mely úton az első két lépés az erkölcsi tisztaság és a spirituális törekvés.

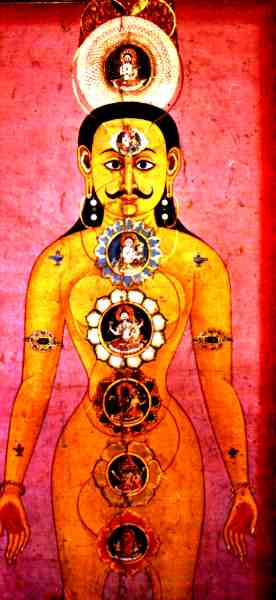
A hét csakra egy nepáli ábrázoláson – többféle hindu elképzelés létezik a csakrák számáról, vannak, akik úgy vélik, több, mint hét van.

## Közös vonások
A jóga legtöbb változatának része a koncentráció (dhárana) és a meditáció (djána) gyakorlása. Patandzsáli szerint a dhárana "a tudat egyetlen pontra való rögzítése". Az összpontosítás bármely érzékszervre vonatkozhat (például arra, hogyan áramlik át a levegő az orrlyukakon a légzés során). A koncentráció fenntartásával a jógi eljuthat a meditáció állapotáig, ahol a legbelső lénye feltárul. A meditálás gyakran jár a béke, a boldogság és az egység érzetével. A meditáció tárgya iskolánként eltérhet. Történhet a csakrákra, a szív középpontjára (anahata) a harmadik szemre (ajna), valamely istenségre, mint Krisna, vagy egy érzésre, mint például a béke. A nem dualista iskoláknál (mint az Advaita Vedanta) a meditáció tárgya lehet egy alak és tulajdonságok nélküli istenség (Nirguna Brahman). A buddhisták ehhez hasonlóan az ürességen meditálnak.
Az iskolák többségére jellemző a spirituális tanító (szanszkritül guru, tibetiül láma) megléte, aki némelyik iskolában fontosabb hittudósi, papi szerepet tölt be. A tanítvány (szádhaka, sisja vagy csela) a kezdetektől fogva a guru útmutatásait követi. A satgurukért (a valódi mesterekért avagy spirituális mesterekért) a tanítványok rajonganak. A hagyomány szerint a mester tudását a tanítvány örökli és adja tovább. Ezt a végtelen láncolatot guruparamparának nevezik.
A jóga hagyománya részben az elsajátított gyakorlatokban, részben pedig a jóga technikáit és filozófiáját ismertető szövegekben rejlik, amelyeket számos guru ír, fordít és lát el magyarázó szövegekkel. A guruk néha egy ásramot vagy iskolát alapítanak, amely idővel tanítványokkal bővül, akik a gyakorlatok mellett elsajátítják a mantrákat, a spirituális énekeket és tanulmányozzák a szent szövegeket. Az egyes elemek fontossága iskoláról iskolára változik. A különbségek oka általában az, hogy az iskolák különböző igényű, hátterű, természetű diákokkal foglalkoznak. A jóga tradíció kedvelt téma a költészet, a zene, a tánc és más művészetek számára.

## Hindu jóga

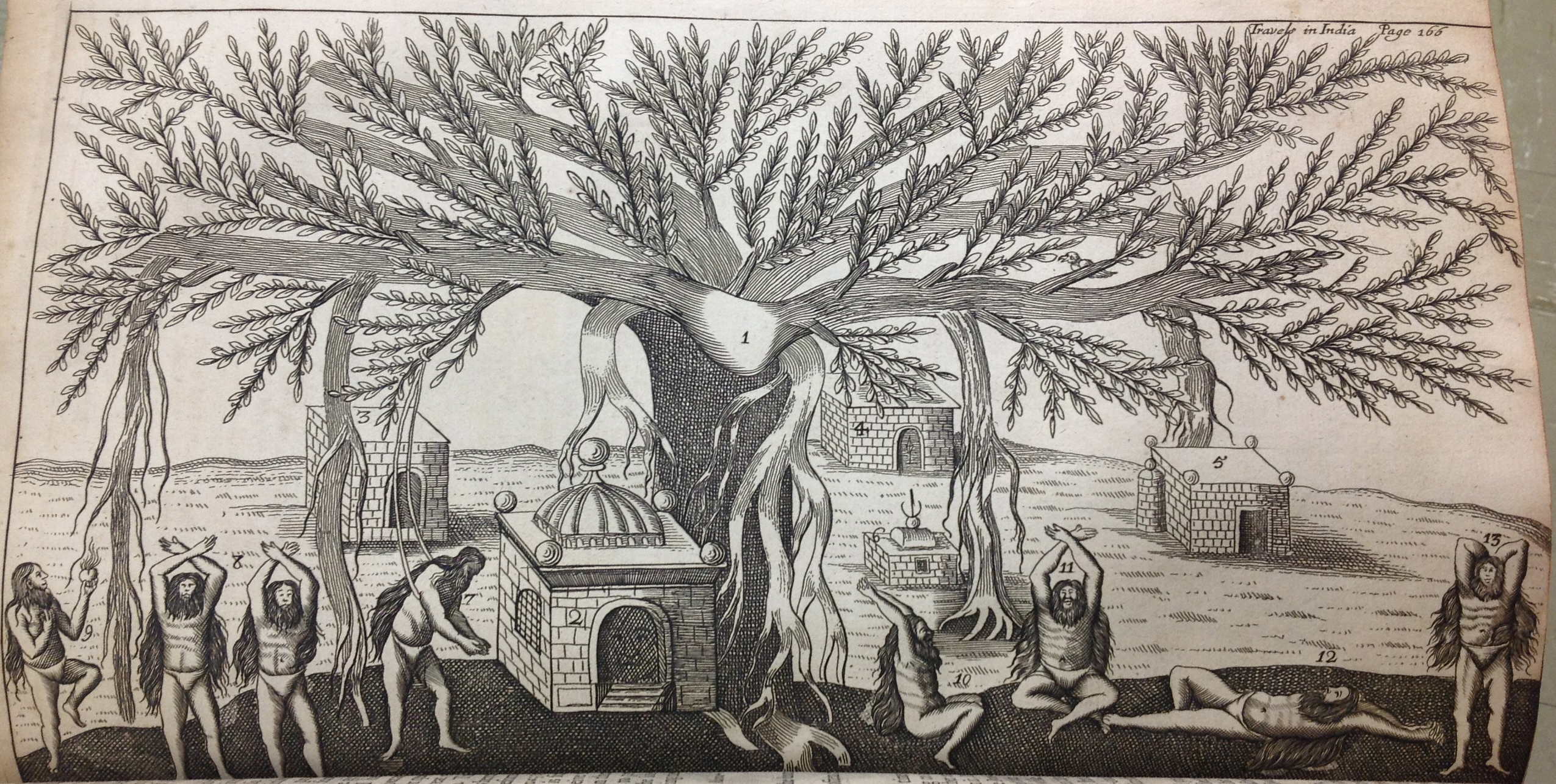
Jógik a banyán-fa alatt. Jean-Baptiste Tavernier könyvéből, (1688)

### Bhagavad-gíta
A Bhagavad-gíta a Mahábhárata egy része. Visnu egy inkarnációjának, Krisnának dialógusa Ardzsunával a nagy harcossal az élet nagy kérdéseiről. Az egyes fejezetek végén a Jóga szent könyveként hivatkozik önmagára. A jóga összes változatát ismerteti a különböző típusú emberek számára, betekintést nyújtva az egyes irányzatok filozófiai hátterébe is. A mű valószínűleg a Kr. e. 5. század után íródott.
Leegyszerűsítve, Krisna az alábbi irányzatokat tárgyalja benne:
1. Karma jóga, a világban való cselekvés jógája.
2. Gjána jóga, a tudás és intellektuális megismerés jógája.
3. Bhakti jóga, az Isten iránti szeretetteljes odaadás jógája.

A jóga célja a szánkhja bölcseletben kidolgozott elmélet gyakorlati megvalósítása. A Bhagavad-Gítá szerint nemcsak a tanult emberek, de még a gyermekek
is képesek különbséget tenni a számkhja és a jóga között, akárcsak a szaktudás és a munka között.

### A jógarendszer nyolc lépcsőfoka
Indiában a jógát Patandzsali foglalta rendszerbe a késő ókorban.
A klasszikusnak számító Jóga-szútrák című műve, amellett hogy gyakorlati útmutatóként szolgált a legtöbb jóga központ – ásram számára, a jógát a hat hindu ortodox bölcseleti rendszer (az úgynevezett darsánák), közé emelte. A jóga darsana gyökerei a számkhjáig nyúlnak vissza, és idővel a buddhizmus is hatást gyakorolt rá. Átvette a számkhja filozófia ismeretelméletét, az egyéni lélek (Purusa) és a természet (Prakriti) fogalmát.
Patandzsali a Jóga szútrában a jóga céljaként említi meg a mentális folyamatok lecsendesítését (csitta-vritti-niródha), amely a tartós meditáció (djána) és annak elmélyülésével a megvilágosodás (szamádhi) eléréséhez vezet. Ehhez be kell tartani a ajánlott hozzáállásokat (jama) és az ajánlásokat (nijama), amelyek szintén részei a nyolc tagból álló rendszernek. A jama és nijama elveinek betartása nélkül a jóga csupán csak tornagyakorlat. A Bhagavad Gítá szerint aki a jógától azt várja, hogy javuljon az egészsége, az nem jógi.
Patandzsáli jógáját rádzsa ("királyi") vagy astánga ("nyolc ágú") jógának is nevezik.
A nyolc ág:
1. Jama (Az öt etikai előírás): 
  1. erőszakmentesség, nem-ártás (ahimsza)
  2. igazmondás és igazságosság (szatja)
  3. a tulajdon tisztelete (asztéja)
  4. önmegtartóztatás, önfegyelmezés (brahmacsarja)
  5. birtoklásmentesség (csak a létfenntartáshoz szükséges dolgok megtartása – aparigraha).
2. Nijama (Az öt erény): 
  1. a (külső és belső) tisztaság (saucsa)
  2. a megelégedettség (szantósa)
  3. az önfegyelem (tapasz)
  4. öntanulmányozás és önnevelés a szent iratok tanulmányozása által (szvádhjája)
  5. Isten iránti teljes odaadás (ísvara-pradhána).
3. Ászana: Különféle testhelyzetek, testtartások
4. Pránájáma: A lélegzet, a prána irányítása (légzéstechnikák)
5. Pratjáhára ("Befelé tekintés"): melynek során a tudat, érzékek és az érzékelés tárgyai nem lépnek kapcsolatba egymással
6. Dhárana ("Koncentráció"): A figyelem egyetlen dologra való összpontosítása.
7. Dhjána ("Mély meditáció") : a figyelem egy dolgon vagy folyamaton való tartása hosszú ideig
8. Szamádhi: Az Önvalóval való eggyéválás (transz, az abszolút való megismerése)

### Isten szerepe a jóga filozófiájában

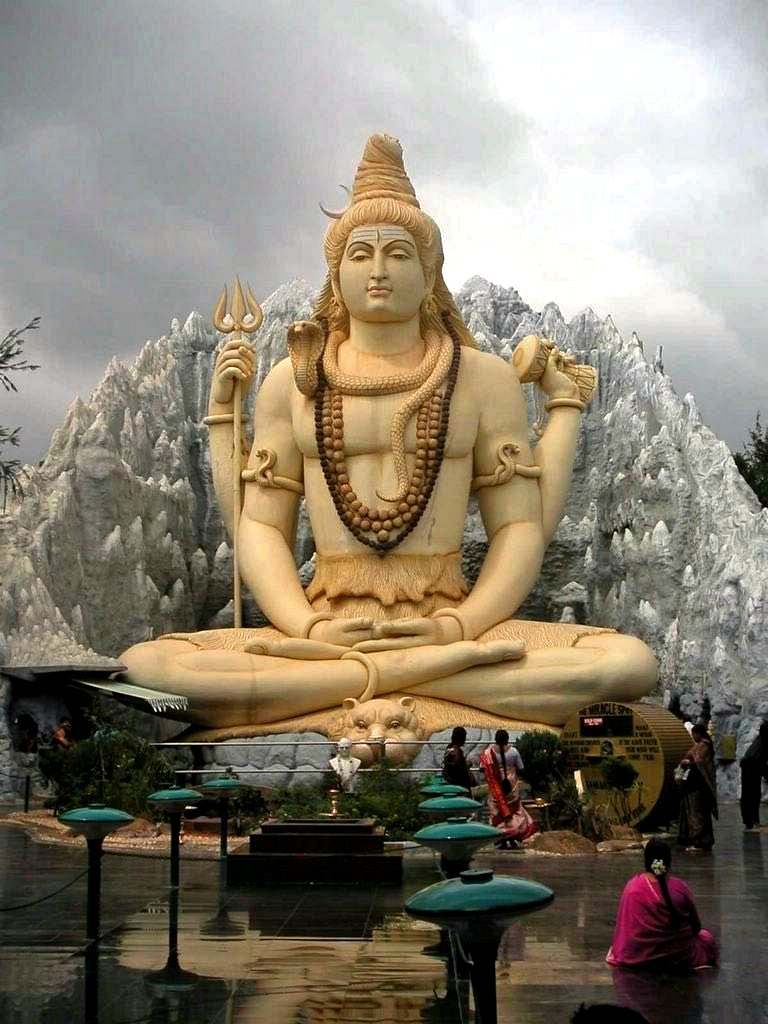
Meditáló Sívát ábrázoló szobor Bengaluru-ban

Bár a mai nyugati jógaegyesületek többsége ateista, a jóga filozófiája Patandzsáli tolmácsolásában teisztikus. Istent – Ísvarát a "Jóga-szútra" krija-jógáról szóló részében valamint az Ísvara pranidhana definíciójában említi. Mircea Eliade felületesnek nevezi Patandzsáli teológiáját, de az amit Patandzsáli említ, az elég ahhoz, hogy transzcendentális tapasztalati viszonyba kerülhessünk Istennel. Ha azt nézzük, mit vallanak az Upanisadok a jógáról, látjuk, hogy bennük az Isten (Ísvara) léte alaptételként jelenik meg.
- Bizonyítéknak tekinthetők a Védák és a hozzájuk kapcsolódó Upanisadok, amelyek írnak Istenről.
- Említhető a folyamatosság elve: az emberek és egyéb dolgok változásai, eltérései korábbi állapotuktól. Némelyik ember esztelen, némelyik pedig bölcs. Lennie kell valakinek, aki a legmagasabb szintű tudással rendelkezik – egy mindentudónak, aki isten.
- Említhető a kozmikus fejlődés, amely az univerzum kialakulásához vezetett. Ennek oka a lélek (purusa) és a természet (prakriti) kapcsolata. A purusa állandó, a prakriti pedig öntudatlan. A későbbi filozófiákban megjelenik az a modell is, hogy a két dolog között nem teremthet kapcsolatot senki, Isten kivételével, aki mindentudó lényként képes erre is.
- Az Ísvara pranidhánát lehet úgy is értelmezni, hogy az istenségre történő meditáció egy hatásos módja a megszabadulás elérésének. A tapasztalat (pl. Srí Rámakrisna tapasztalata) azt mutatja, hogy ha Istenre irányítjuk meditációnkat, és ez segíti a megszabadulást, valamint ha ez meg is történik, akkor a meditáció tárgyának léteznie kell.

A szánkhja-jóga filozófiája szerint Ísvara a purusa (Lélek) egy különleges formája, aki a szomorúság és a karma törvényein kívül létezik. Ő egyetlen, tökéletes, végtelen, mindentudó, mindenütt jelenlevő, mindenható és örök. Nem jellemezhető a szánkhja tudatállapotaival, a tamasszal (passzivitás, tompultság), a szattvával (tisztaság) és a radzsasszal (aktivitás, izgatottság). Különbözik a megszabadult lelkektől is, mert Ísvara sosem volt rabul ejtve a szánkhja filozófia által definiált látszatvilág körforgásában.
A jóga rendszere talán a legelső filozófia a világon, amely a monoteizmust bizonyító tapasztalathoz vezeti az embert. 
A jóga természetfilozófusai az örökkévaló Isten létezését tanítják, aki az anyagon és lelkeken kívül létezik, de nem ő teremtette sem az egyiket, sem a másikat, hanem csak a világfolyamat rendjét tartja fenn (dharma). Ez az Ísvara, annak az örök törvénynek végrehajtója, amely rá magára is érvényes. 
Patandzsáli ezt nem részletezi, a meditációs tréningre helyezi a hangsúlyt.
Más hindu irányzatok más jelentőséget tulajdonítanak Istennek.

### Hatha-jóga
A 20. század folyamán a jógát gyakran azonosították a hatha-jóga testgyakorlataival (az ászanákkal), A hatha jóga Indián kívül és a tradicionális, jógát is gyakorló vallási közösségekben vált népszerűvé. Gyakorlatait néha spirituális környezetükből kiragadva, világi módon mutatják be.
A tradicionális Hatha-jóga egy teljes rendszer, amelynek a testgyakorlatok ("tisztító eljárások", testtartások és légzőgyakorlatok) mellett része a mentális tréning, tehát a meditáció különböző fokai is. Jóval több, mint testkultúra, aminek a nyugati világban leggyakrabban tekintik. A hatha jóga legfőbb ismertetője a Swami Svatmarama által a 15. században írt Hatha Yoga Pradipika ("A hatha jóga lámpása"), valamint Rsi Gheranda "Gheranda szamhitá"-ja volt. De az ősi hatha jóga iskola alapítója, Górakhnáth "Góraksasátakam" műve is fontos része a hatha jóga irodalmi hagyományának.
A hatha-jógát arra fejlesztették ki, hogy felkészítsék vele a tanítványokat a rádzsa-jóga gyakorlására. Magában foglalja majd a rádzsa-jóga "tananyagának" egy részét. Ennek ellenére nyugaton nem a megvilágosodás elérése érdekében, hanem pusztán testi egészségmegőrzési célból gyakorolják a belőle kiszakított testgyakorlási részeket.
A hatha-jóga röviden összefoglalva az egyéni létforma testi és szellemi mivoltán keresztül, ennek nyilvánulásain uralomra jutva és valamennyit leküzdve törekszik megközelíteni és közvetlenül átélni a maga létezése mögött rejlő önvalót, Brahmant. Ebből is láthatjuk, hogy nálunk, a nyugaton elterjedt jóga-torna, amely a hatha-jógán alapszik, magában véve nagyon távol áll az igazi jógától.

### Nátja jóga
A nátja-jóga (tánc-jóga) legelső ismertetőjét Bharata Muni jegyezte le. A fontos jógairányzatok közé tartozik. Leginkább a középkori hindu vallási ünnepeken volt szerepe, ahol a táncosnők (dévadászik) rituális táncot mutattak be. Az ortodox iskolákban még ma is tanítják.

## Buddhista jóga
A tibeti iskolákban tanított jóga eltér a Patanydzsáli vagy a Bhagavad-gita által bemutatott változattól. Egyik legfontosabb különbség az indiai és a tibeti felfogás között, hogy míg az indiai jóga az istenség tökéletes, örömteli szolgálatát tűzi ki végső célként, addig a tibeti módszerek a megvilágosodást – többek között az isteneken való felülemelkedést is –, vagyis a tökéletes megvalósítást célozzák meg.
Egy manapság népszerű irányzatban, mely Peter Kelder 1939-ben megjelent könyve alapján vált ismertté világszerte, öt gyakorlatot, melyeket rítusoknak neveznek, kiemelten kezelnek. Ezt a gyakorlatsort az „Öt Tibeti” néven emlegetik, s habár a gyakorlatsor a szerző könyvében jelent meg először, a leírása szerint 2500 éve gyakorolják Tibet eldugott helyein. Az öt rítusnak nevezett, tibeti eredetű gyakorlatsort egy titokzatos angol utazó, bizonyos Bradford ezredes ismertette meg Peter Kelderrel.
A tantrikus hagyományok értelmében számos gyakorlatot tekintenek a jóga részének. A tantrikus jógának több változata létezik, köztük a Guru Jóga, a Ngöndro és a Jantra Jóga gyakorlatai. Az odaadás fejlesztésének legjobbnak tartott eszköze a Guru Jóga, vagyis a meditáció a Lámán. Az úgynevezett Guru Jóga gyakorlatában a spirituális vezetővel, a Karmapával vagy Guru Rinpocséval egyesíti a tudatát a tanítvány, így azonossá válik a tökéletes buddhával, és annak tiszta tudatosságával. Amikor a tanítvány a Guru Jógát gyakorolja, mindent a láma kifejeződéseként, és tudatának játékaként kell látnia. Erőt kell venni magán, hogy minden formát a „Láma testeként”, minden hangot a „Láma beszédeként”, és tudatában mindent a „Láma tudataként” lásson.
A legismertebb tibeti jógagyakorlat a Ngöndro gyakorlatsora. Sakjamuni Buddha 2500 évvel ezelőtt olyan hasznos módszerek együttesét adta meg tanítványainak, amin keresztül számtalan lény valósította meg a tudat természetéről szóló tanításokat. Ma ezt a Karma Kagyü vonalban Ngöndróként, Alapgyakorlatokként ismeri, amit a IX. Karmapa fűzött össze egységes gyakorlatsorrá. Az Alapgyakorlatok végrehajtását a gyakorló akkor kezdi el, miután felismerte, hogy az ego kiásására nincs más lehetőség, mint a tudatról szóló tanítások kitartó gyakorlása. Az alap elnevezés nem arra utal, hogy ez csupán a kezdők szerény képességeihez mért egyszerű bevezető. A gyakorlat teljes neve: „A Mahamudrát megalapozó tudat előkészítő gyakorlata”. A gyakorlat végzéséhez – az elszántságon és a megfelelő motiváción kívül – az erre felhatalmazott tanító engedélye és magyarázata is szükséges. Négy részből áll, és minden egyes részt százezerszer kell elvégezni. Első rész a Menedék-meditáció, mely a gyakorlóban megerősíti a cél felé törekvését és azt a motivációját, hogy a tudat belső erejének felszabadítása fordított minden erőfeszítés váljon maga és minden lény javára. A második rész a leborulások, az első gyakorlat kiteljesített változata, amely a testen keresztül fontos munkát végez az energiacsatornák megnyitásában. A harmadik a Gyémánt Tudat-gyakorlat, az egyik legerősebb meditáció, mely a használt mantrán és vizualizáción keresztül egyedülálló módon képes megszabadítani a tudatot a felhalmozott negatív benyomásoktól, és segít megtapasztalni a teret a benyomások mögött. Az utóbbi két gyakorlat ahhoz hasonlít, mint amikor gondos kezek kimossák a pohárból a szennyet, mielőtt italt töltenének bele. A negyedik gyakorlat, a Mandalafelajánlás, pozitív benyomásokat halmoz fel, hogy a megtisztított tudat képes legyen időzni saját belső gazdagságában. Az utolsó rész a Meditáció a lámán, vagy Guru Jóga gyakorlat. Ekkor a gyakorló az átvilágított bizalmunkon keresztül időzik a láma megvalósított tulajdonságain, majd ezt magába olvasztva megkapja a Karma Kagyü vonal teljes áldását. Az előkészítők célja, hogy a befejezés után, ha alkalmanként visszatér a gyakorló a Menedék–meditációhoz, megtapasztalhatja a nyíltság és az öröm jelenlétét.
A Jantra jóga, vagy más néven a „mozgásban végzett jóga” az egyik legrégebbi jóga rendszer, mióta a jóga ismertté vált a világon. Egy olyan jóga-rendszer, mely Tibeten keresztül jutott el a nyugati világba, azon a földön át, melyet a hagyományos buddhista tudás és bölcsesség kultúrája jellemez. Csögyal Namkai Norbu írt először átfogó kommentárt Vairocsana úgynevezett „gyökér-tanításaihoz”, s az ő közvetítésével terjedt el ez a filozófiai és mozgásrendszer az egész világon. A tanításokat a VIII. században dolgozta ki és jegyezte le Vairocsana, mint „a Nap és a Hold Egyesítését”". A Jantra jóga fő célja az, hogy a légzés speciális szabályozásán keresztül megteremtse azt a fizikai és tudati állapotot, ami által a gyakorló felismeri a tudatának az igaz természetét. A testhelyzeteket és a mozgásokat a légzéssel összehangoltan hajtják végre, és ezáltal a gyakorló irányítást nyer az életenergiái fölött, és így megőrizheti egészségét, valamint elérheti a nyugodt és ellazult jelenlét tudatállapotát.
A Cá Lung jóga a szintén a tibeti Bön buddhista dzogcsen-hagyományban használatos. A Cá Lung jóga az „Anya Tantra” rendszeréhez tartozik. Öt elsődleges testi, légző és összpontosító gyakorlata az ötelem és az öt csakra működésének kiegyensúlyozását és támogatását célozza meg. Tantrikus módszerekkel hozzásegíti a gyakorlót a tudat a kettősség-mentes természetének megtapasztalásához, és megszüntetve az öt életenergia külső, belső és titkos zavarait, utat nyit a jó egészséghez.
A Trul Khor, azaz a hold és a nap prajna energiáinak egyesítése céljából 108-féle testgyakorlatot végeznek.
A buddhizmus terjedése folytán, az olyan indiai jógik révén, mint Tilopa és Náropa, az indiai jógik módszerei is eljutottak Tibetbe, átültetve a buddhista gyakorlatba, majd ott alakultak ki Marpa, Milarepa és Gampopa révén a Kagyüpa iskola jóga-módszerei. Az ősi tanítások a kagyü kolostorokban és a világi iskolákban egyaránt mesterről tanítványra szállnak át.

## Keresztény jóga
A keresztények egy része adaptálta a jógát saját spirituális világához, mások viszont nem tudják sem elfogadni, sem elvetni. Habár elismerik a test- és légzőgyakorlatok egészségre gyakorolt kedvező hatását, a jóga egyik értelmezése szerinti fő célját, az "Istenivel" való egyesülést (Brahman, Ísvara), ellentétesnek tartják a bibliai tanokkal. Richard Rohr ferences szerzetes és katolikus pap ezt "isteni egyesülésnek" vagy "isteni táncnak", "átistenülésnek" nevezi. Rohr Szerint fontos, hogy "ne tévesszük össze az isteni egyesülést az emberi tökéletességgel, hiszen az egyesülés melletti döntés mindig Isten oldalán van; a mi válaszunk pedig mindig és örökké részleges és gyenge (erőtlen, törékeny)."
Érdekesség, hogy a keleti világon kívül működő első jógaiskola Budapesten működött, az indiai származású Selvarajan Yesudian és Haich Erzsébet alapításával és vezetésével. Yesudian egy hithű keresztény indiai családban született, és később tanításai is teljes egészében a keresztény hiten és a hindi egészségmegőrző gyakorlatokon alapultak. Ilyen formán a nyugati jóga eredetileg egyértelműen keresztény alapokon nyugszik, melyek később kiegészültek az indiai vallási hagyományok hitvilágával.
A katolicizmus kifejezetten tiltja a jóga gyakorlását – bár hindu nézetek alapján maga az imádkozás és az Isten keresése már önmagában egyfajta jóga – mert a Vatikán álláspontja szerint összeegyeztethetetlen a katolikus egyház tanításával.

## Jóga és tantra
A jógát gyakran említik a tantrával összefüggésben. Bár felfedezhetők köztük nagyobb hasonlóságok elméleti, gyakorlati és fejlődéstörténeti szempontból egyaránt, mégis más tradíciókat követnek. Míg a jóga a tudat fogva tartójaként tekint a testre, addig a tantra inkább annak megismerésére törekszik. A tantrához gyakran negatív dolgokat (szexuális- és fekete mágiát) társítanak, habár legtöbb formája megfelel az erkölcsi normáknak. A nyugati világban általában – a jógához hasonlóan – a lényegét csak felszínesen ismerik. A Hatha Yoga Pradipika-t a tantrizmus bibliájának tekintik.
A hindu tantra többnyire teista alapokkal rendelkezik, követői a passzív, férfi erőt képviselő Sívát (aki a legfőbb isten, Brahman megtestesülése) és hitvesét, az aktív, női erőt képviselő Saktit (más néven Ma Kálit, Durgát, vagy Parvatit) imádják. Céljuk a kundalini, a gerinc aljánál összetekeredve alvó spirituális energiából álló kígyó felébresztése, amely az ébredés után a gerincoszlopon elhelyezkedő csakrákon áthaladva egyesíti Sívát és Saktit. Az egyesülés állapota megfelel a jógából ismert szamádhinak. Némelyik hindu guru át is vette ezt az eszmét.
A tantra nagy hangsúlyt fektet a mantrára (többnyire egy istenséghez szóló szanszkrit imádság), a jantrára (istenábrázolások komplex szimbólumok formájában), valamint a szertartásokra, amelyeknek az egyszerű múrtitól (istenszobor), a rituális közösülésen át egészen a holttesten ülve végzett meditációig (aghorik) terjedően sokféle változata ismert. A szokatlannak és misztikusnak tűnő tantrikus szövegek (kaularvatantra, mahanirvana tantra) és tanítók (mint például Abhinava Gupta) mellett a jóga egyesített eszméi egyszerűnek tűnhetnek.
A buddhista tantra esetében az istenábrázolások helyett a különböző buddha-aspektusokon történik a meditáció, és a célja nemcsak a szamádhi, hanem azon túllépve a nirvána – vagyis a létforgatagból való kilépés – megvalósítása. A buddhista tantra legismertebb gyakorlatai a Náropa hat jógája, a ngöndro, és a Guru Jóga meditáció.

## Nevezetes jógik

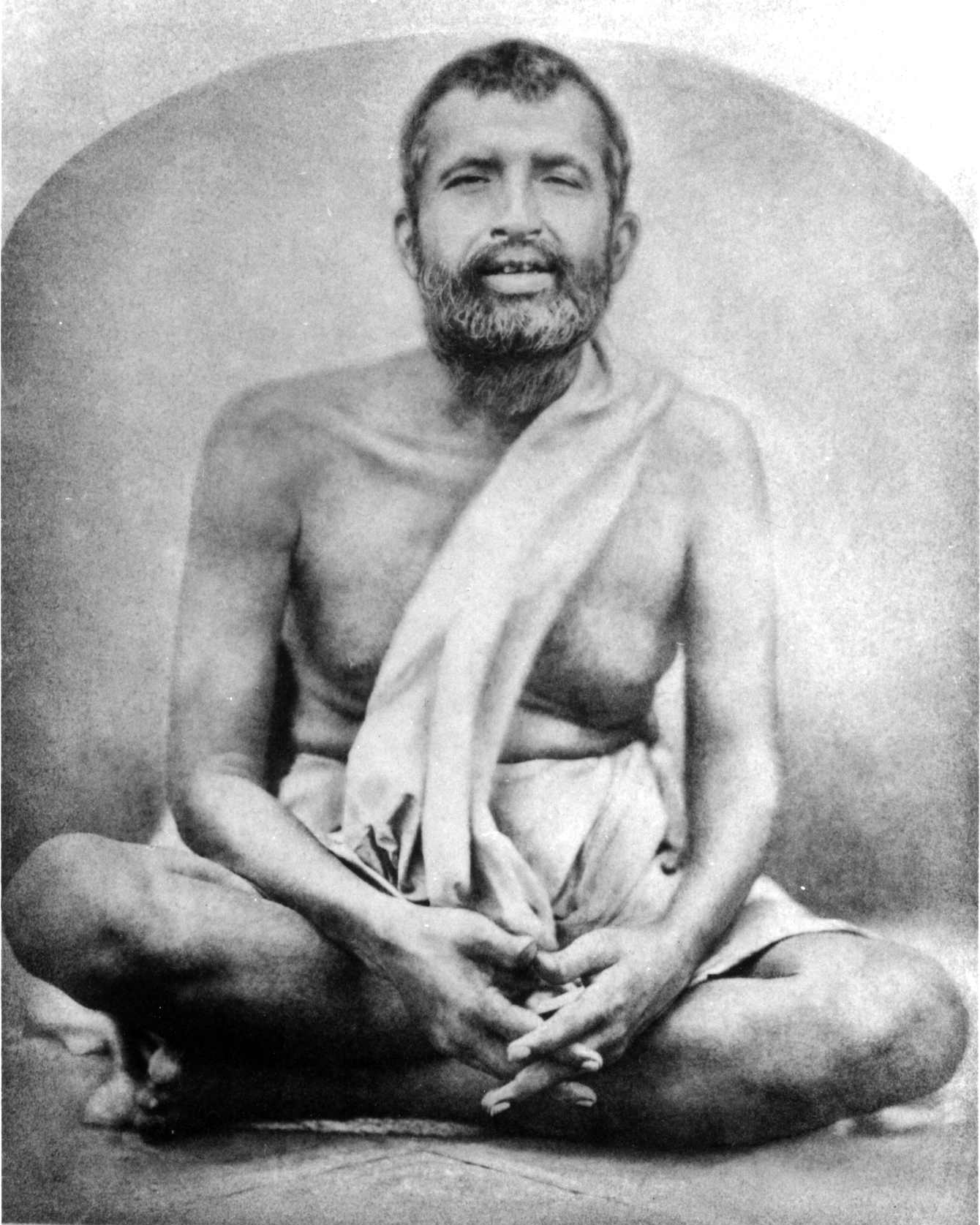
Sri Ramakrishna Paramahamsa (1836–1886)

Sok nevezetes személy gyakorolt nagy hatást a jógára és sokat tett azért, hogy világszerte ismertté váljon. Nyugaton az ötvenes években vált igazán népszerűvé a hatha jóga.
Talán a legjobb példák az évszázadokkal ezelőtt élt Nárada, a bhakti szútrák megalkotója, Sankara, aki a létrehozta az advaita védántát, amely a dzsnyána jóga alapja vagy maga Patandzsali a rádzsa-jóga atyja.
Az 1800-as évek második felében az indiai jóga újraszületett Ramakrishna Paramahamsa munkássága nyomán. A Káli anya híveként és Advaita Védánta mestereként ismert bhakti jógi azt hirdette, hogy minden vallás ugyanahhoz a célhoz vezet.
Srí Ramana Maharsi a dzsnyána jóga talán legjobban ismert alakja. Tiruvannamalaiban levő ásramban élte le élete legnagyobb részét.

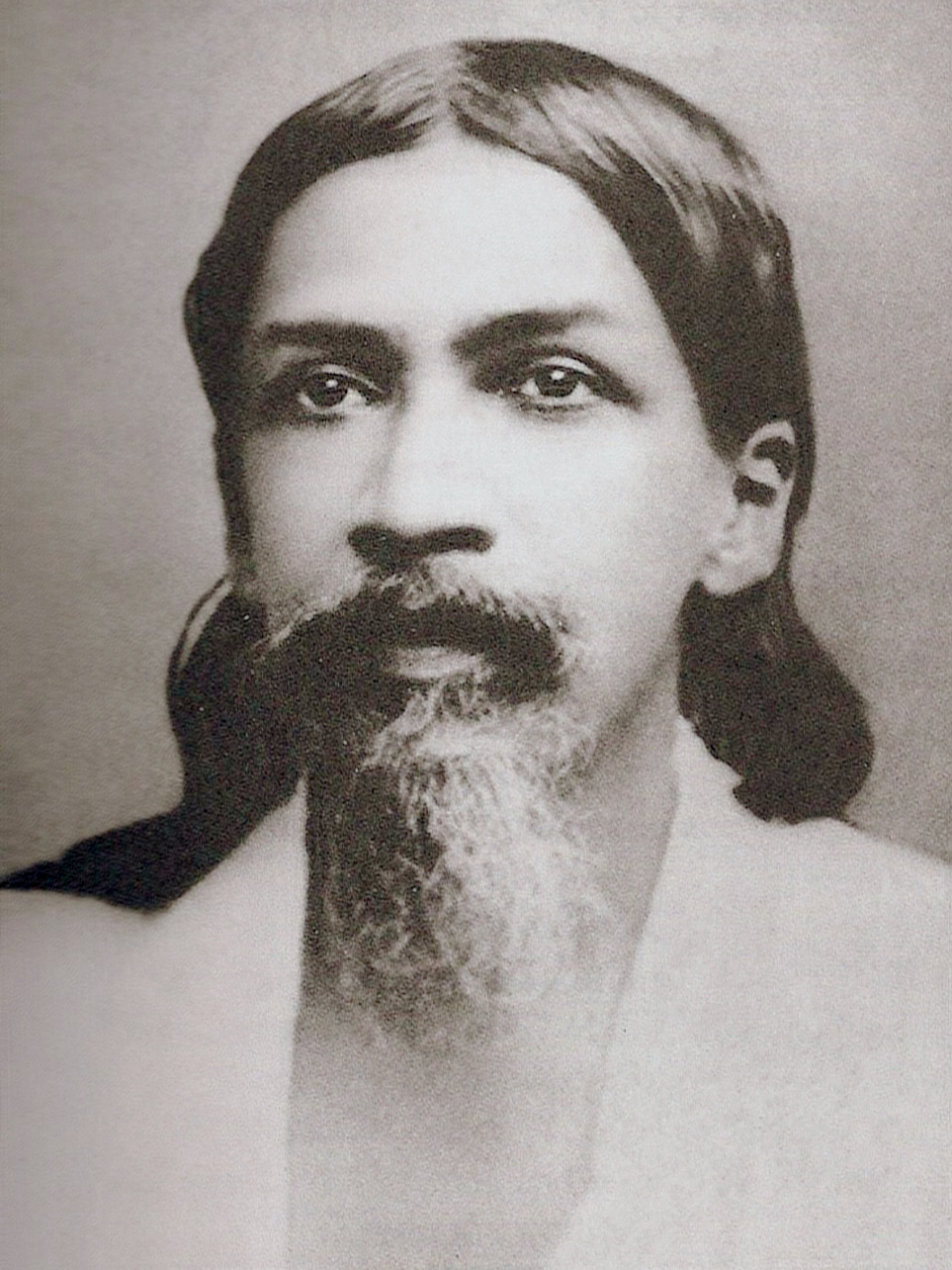
Sri Aurobindo (1872–1950)

Sri Aurobindo, a neves indiai jógi, filozófus és szerző végezte el a jóga szent iratai, a Bhagavad-gíta és az Upanisadok új fordítását. Epikus költeménye a Savitri amellett, hogy a hindu jógairodalom gyöngyszeme, a valaha írt egyik leghosszabb angol nyelvű mű. Pondicherry-ben megalapította a Sri Aurobindo Ásramot, amelyben a négy fő jógairányzat (karma, dzsnyána, bhakti és rádzsa) egységesítésével megalkotott integrál jógát oktatta.
Más indiai jógik, többek között Szvámi Rama Tirtha és Szvámi Sivananda több mint 300 könyvet írtak a jógáról és a spiritualizmusról.
A kashmiri irodista, Gopi Krishna, spirituális élményeiről szóló könyvével vált ismertté. A Kasmirui saivizmus két nemrég elhunyt nagy alakja Sri Rameshwar Jha és Szvámi Lakshman Joo Dev.
A huszadik század folyamán több jógi is nyugatra költözött és megismertette az ott élő embereket a jógával. Magyarországon Selvarajan Yesudian élt és tanított.
Ramakrishna tanítványa, Szvámi Vivekananda a mesterét, valamint a jógát ismertető művei mellett, India szabadságért folytatott küzdelme idején a hinduizmus újraélesztőjeként töltött be fontos szerepet. A Ramakrishna Mission  világszerte történő alapításában is fontos szerepe volt.
Szvámi Sivananda (1887–1963) a Divine Life Society  megalapítója volt. Élete nagy részét Indiában töltötte le. Többféle nézőpontból is írt könyveket a jógáról, a filozófiáról, a vallásról, a hinduizmusról, a spiritualizmusról, az etikáról, a higiéniáról és az egészségről. Világszerte a jóga úttörőjeként vált ismertté. Tanításai világosak, egyszerűek és pontosak voltak. Mottója: "Szolgálat. Szeretet. Adakozás. Meditálás. Megtisztulás. Felismerés."
Paramahansa Yogananda (1893–1952), a krija jóga követője volt. A jógát összekötő kapocsnak tekintette a hinduizmus és a kereszténység között. Önéletrajza az egyik legsikeresebb jógáról szóló könyv lett.
Szvámi Vishnudevananda (1927–1993), Szvámi Sivananda tanítványa, a hatha és rádzsa jóga művelője volt. Az International Sivananda Yoga Vedanta Centre  alapítója. A "True World Order" alapítója.
Bhaktivédánta Szvámi Prabhupáda (angolul: A. C. Bhaktivedanta Swami Prabhupada) a bhakti jógát népszerűsítette. 1966-ban megalapította az International Society for Krishna Consciousnesst, azaz a Krisna-tudat Nemzetközi Szervezetét, ismertebb nevén a Hare Krisna mozgalmat.
A transzcendentális meditációt a nemrég elhunyt Maharisi Mahes jógi dolgozta ki. A meditáció mantrás beavatással működik. Jelentős kutatási eredményeket értek el a meditáció hatását illetően az emberre.
Szvámi Rama (1925–1996) a himalájai jóga hagyományt tette népszerűvé a világon. A Himalayan Institute of Yoga Science and Philosophy  alapítója.
Yogiraj Gurunath Siddhanath az 1980-as években kezdte oktatni a hamsza és a krija jóga himalájai változatait, az általa alapított Hamsa Yoga Sangh élén. Meglátása szerint az emberiség a tudatosság szintjén egységet alkot.
Mahamandalesvár Paramahansza Szvámi Mahesvaránanda (1945–) a Sri Alakh Purídzsí, Paramjogeshvár Sri Dévpurídzsí, Bhagvan Srí Díp Naraján Mahaprábhudzsí és Paramhánsz Szvámi Mádhavananda alkotta mesterlánc spirituális örököse. 
Megalapítója a Jóga a mindennapi életben rendszernek, melyet világszerte több mint 30 országban gyakorolnak és oktatnak.
Indiából érkezett Európába 1972-ben, hogy a nyugati embereknek is átadja a jóga ősi, de ma is aktuális tanítását. A rendszer a jóga autentikus hagyományai szerint lett kifejlesztve, mely az összes jógautat magába foglalja:  az önzetlen cselekedet útja Karma jóga, a fegyelem és meditáció útja Rádzsa jóga, az odaadó szeretet útja Bhakti jóga, a megvalósítás és tudás útja Gjána jóga, tisztító technikák Hatha jóga. A rendszer 8 szintre szerveződik. 
Mahesvaránanda tanításainak legfőbb pontjai a fizikai, mentális, társadalmi és spirituális egészség ; az élet tisztelete; tolerancia minden vallás, kultúra és nemzetiség iránt; világbéke [www.worldpeacecouncil.net]; az emberi jogok és értékek védelme; a környezetvédelem és a természet megőrzése; önzetlen szolgálat, valamint gondoskodás és szeretet minden élőlény iránt.
Magyarországon 1978 óta vezet tanfolyamokat és jógatáborokat. Hazánkban 1984-óta 8 könyve         jelent meg, és hetente több mint 160 jógatanfolyamot  tartanak országszerte.
Szvámi Szatjánanda Szaraszvati (1923–) Szvámi Sivananda tanítványaként 12 évig guruja mellett élt Risikesben. Ezután megalapította a Bihar School of Yoga-t, a jógagyakorlatok hatásait kutató Yoga Research Foundationt, jótékonysági szervezet Sivananda Math-t, és a jógikus irodalmat kiadó Yoga Publication Trust-ot India Bihar államában, Mungerben. Évtizedeken át terjesztette a jóga tanításait a világ minden részén. Jelenleg Rikhiában él, és Szvámi Sivananda szellemi örökségének egyik hiteles továbbvivője. Az általa létrehozott jógarendszert világszerte Szatjánanda-jóga/Bihar Yoga néven ismerik. E tradíció jelenlegi spirituális vezetője Szvámi Nirandzsanananda Szaraszvati.
A szavita jóga egy újrafelfedezett jóga irányzat – inspirációját Sri Mahaszvi Tathátától vette. A klasszikus jóga ötvözete az élő, inspirált zenével. A zene mint a náda jóga része fontos szerepet kap a pránájámánál és meditációnál.
Milarepa, a „vászonkabátos”, a legismertebb tibeti jógi, a tantrikus tibeti buddhizmus egyik legfontosabb alakja, akit a buddhizmus egyik legnagyobb szentjeként tartanak nyilván. Nemcsak a legnagyobb tibeti költők és misztikusok egyike, de egyike a „Marpa Kagyü” hagyomány négy vonaltartójának, s tőle származtatják a buddhizmus úgynevezett lámaista irányzatát és a Karma Kagyü vonalat is.
Sok Nyugati jógi is hozzájárut a jóga elterjedéséhez. A következő példák nem fedik a teljes spektrumot:
Sir John Woodroffe, Ramacharaka, T. Bernard, Haich Erzsébet, A. Van Lysebeth.
lásd még: szvámik